# Фальстаф
Сэр Джон Фальстаф (англ. Sir John Falstaff) — комический персонаж ряда произведений Шекспира: «Виндзорские насмешницы», «Генрих IV, часть 1» и «Генрих IV, часть 2». Роль Фальстафа в обеих частях «Генриха» составляет более 1200 строк, тем самым это вторая по объёму шекспировская роль после роли Гамлета.

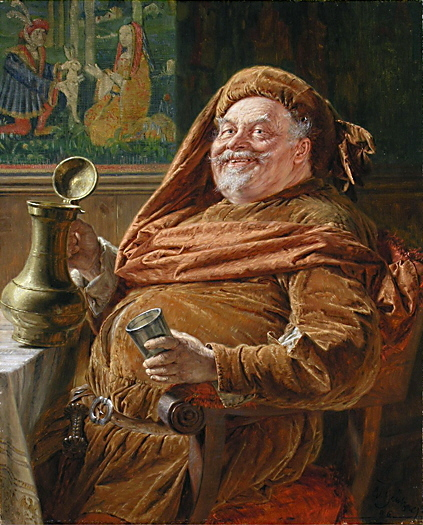
Эдуард фон Грютцнер «Фальстаф с большим винным кувшином и чашкой» (1896)

Фальстаф — толстый, добродушный, трусливый пьяница, проводящий время в компании гуляк (Бардольф, Ним, Пистоль) и распутных девиц. Фальстаф — рыцарь, он хвастается своими мнимыми воинскими подвигами, но война и рыцарская честь ему не нужны, так как от них нет никакой материальной пользы (знаменитый монолог-«катехизис» «Может ли честь излечить ногу?» и выражение «пушечное мясо», авторство которого также принадлежит Фальстафу). В произведении «Генрих IV, часть 1» Фальстаф является близким другом «принца Хэла» — будущего короля Генриха V. Они оба любят подшучивать друг над другом, состязаясь в остроумии, но обычно их перепалки заканчиваются вничью. Увы, со временем смысл их обмена остротами стал непонятен зрителю, не говоря уже о том, что за четыре века чувство юмора сильно изменилось. А потому для современного читателя может выглядеть так, будто принц Хэл только и делает, что смеётся над Фальстафом, а тот этого не замечает по доброте душевной. Однако в дальнейшем этого человека сложно назвать добрым. Так, например, когда принц Хэл оказал ему большую честь и велел собрать войско из 150 бойцов, выделив ему на это деньги, Фальстаф специально набрал никудышных воинов: нищих, больных и бездомных, и повёл своих бойцов в самое пекло. Этот поступок кажется глупым и бессмысленным, если не учесть, что офицеры могли класть жалование убитых себе в карман. Видимо, это и собирался сделать Фальстаф с самого начала. После он присваивает убийство Хотспера себе, чтобы получить награду. На самом деле его убил в честном поединке принц Хэл, но ради друга он готов пожертвовать почестями. В дальнейшем за «заслуги» в этой битве Фальстаф удостаивается рыцарского звания и положения в обществе, но в итоге умудряется всё это потерять, что не удивительно.
Следующую пьесу, «Генрих IV, часть 2», Шекспир написал только из-за того, что людям так сильно понравился образ Фальстафа. По сути история Генриха хорошо и органично была выписана в первой части.
Вступив на престол, Генрих V, едущий на коронацию, вынужден изобразить, что не узнаёт бросившегося ему в ноги сэра Джона, ожидающего милостей и почестей (и уже успевшего наобещать больших наград своим приятелям). Обратившись к королю так неуважительно в самый важный для него день, да ещё и при вельможах, Фальстаф, по сути, оскорбляет его, хоть и несознательно. Теперь уже не принц Хэл, а Генрих V был просто обязан заставить людей забыть, что он когда-то был разгульным гулякой, а этот образ сложился у людей главным образом из-за общения Хэла с Фальстафом и из-за их перебранок. (Выглядело так, будто принц позволял оскорблять себя какому-то пьянице). Хоть сцена столь холодного прощания со старым другом может вызвать негодование, но по-другому король поступить просто не мог. Чтобы удержаться на престоле, он обязан был говорить не как простой смертный, а как законный король, помазанник Божий. Однако на произвол судьбы старого приятеля он тоже бросить не может. Генрих назначает ему хорошее жалование, чтобы тому не пришлось больше воровать. Это благородный поступок с его стороны, однако Фальстаф не выдерживает такого удара и в скором времени умирает; хотя нам и не сказано, когда именно это было, в следующей пьесе «Генрих V» он уже не появляется.

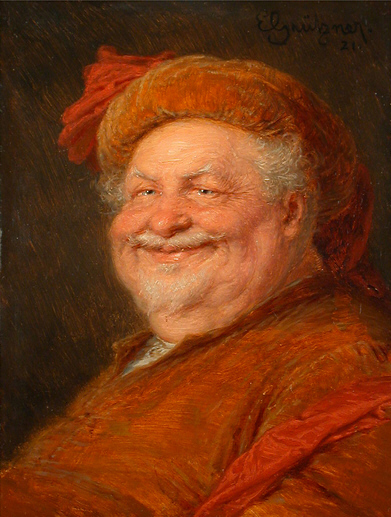
Эдуард фон Грютцнер «Фальстаф» (1921)

Действие «Виндзорских насмешниц» переносит Фальстафа и его ближайшее окружение (Бардольфа, Нима, Пистоля, трактирщицу миссис Куикли) в современную Шекспиру елизаветинскую эпоху.
В первоначальной редакции «Генриха» Фальстаф назывался «Сэр Джон Ольдкастль» (Oldcastle) — имя протестанта-лолларда, казнённого в XV веке и превращённого католической пропагандой в пьяного гуляку. Впоследствии фамилия Ольдкастль была заменена на Фальстаф (скорее всего, по просьбе Кобхэма, потомка Ольдкастля), и в эпилоге ко второй части «Генриха IV» Шекспир специально оговаривает, что «он и Ольдкастль — совсем разные лица, и Ольдкастль умер мучеником». Имя «Фальстаф», как обычно считают, взято в честь Джона Фастольфа, рыцаря, обвинённого в малодушии в Столетнюю войну и послужившего козлом отпущения за проигранную англичанами битву при Пате (1429) против Жанны д’Арк (Шекспир вывел Фастольфа — именно под таким именем — и изобразил эти события ранее в соответствующей части своей хроники «Генрих VI»).

## Музыка
Фальстаф — центральный персонаж одноимённой оперы Джузеппе Верди на сюжет упомянутых шекспировских пьес (преимущественно «Виндзорских насмешниц»), а также оперы «Фальстаф, или Три шутки» Антонио Сальери (1799). Помимо этого, Фальстаф (сэр Джон) один из центральных персонажей в опере «Виндзорские насмешницы» — самой известной оперы композитора Отто Николая.
Сэр Джон Фальстаф любил напевать «Зелёные рукава»: «Пусть теперь с неба льётся картофельный дождь, пусть гром грохочет на напев „Зелёных рукавов”» («Виндзорские насмешницы»).

## Кино
Советский фильм «Комический любовник, или Любовные затеи сэра Джона Фальстафа» (1983) с Анатолием Папановым в главной роли. Является вольной интерпретацией комедии Уильяма Шекспира «Виндзорские насмешницы» и ряда других произведений.
В сериале «Пустая корона» (2012) роль Фальстафа исполнил Саймон Расселл Бил.
В фильме «Король» (2019) роль Фальстафа исполнил Джоэл Эдгертон. При этом характер Фальстафа значительно отличается от шекспировского: в фильме Фальстаф — отважный воин.